# Michael Glöckner
Michael Glöckner, född den 27 maj 1969 i Ehingen an der Donau, Tyskland, är en tysk tävlingscyklist som tog OS-guld i lagförföljelsen vid olympiska sommarspelen 1992 i Barcelona. 